# Aimee Challenor
Aimee Knight (nacida en Challenor, el 1 de octubre de 1997) es una activista transgénero británica y anteriormente fue portavoz y candidata electoral para el Partido Verde. En 2017, se presentó a las elecciones de Coventry Sur, donde recibió el 1,3% de los votos.
En 2018, el padre de Challenor, quién había trabajado como su director de campaña, fue condenado y encarcelado por violar y torturar a una niña de 10 años. El reclutamiento de su padre por parte de Challenor, a pesar de su conocimiento de los cargos respecto a 22 delitos sexuales, llevó a una investigación y a la suspensión de Challenor del Partido Verde. Más tarde dimitió y se unió a los Demócratas Liberales, pero fue suspendida en 2019 debido a tuits de carácter pedófilo. Challenor fue contratada como administradora por Reddit pero, cuando se supo que había estado involucrada en dos escándalos de pornografía infantil, se levantó una gran protesta por parte de los usuarios, por lo cual Reddit decidió despedirla. Challenor dimitió de Stonewall Reino Unido más o menos al mismo tiempo, dejó el Reino Unido y se fue a los Estados Unidos.

## Vida personal
A pesar de que nació hombre, Knight afirma que se dio cuenta de que se sentía una chica alrededor de los 10 años, pero sus padres eran inconscientes de la existencia de las personas trans . Knight y su dos hermanos más jóvenes fueron puestos bajo custodia en 2013, debido a la investigación policial de una amenaza on-line hecha por Challenor en un vídeo de Youtube, la cual resultó en cargos de negligencia contra sus padres. Knight se reveló como trans en 2014; su hermano mayor también se autopercibe como una mujer y es transexual.
De niña, Knight fue diagnosticada con autismo y trastorno negativista desafiante. Fue educada en el Centro de Aprendizaje de Charlton de Lewis, una escuela especial independiente para niños con dificultades emocionales y de conducta. Después, Challenor asistió la Universidad Henley de Coventry, donde fue la directora de la Unión Nacional de Estudiantes lesbianas, gays, bisexuales, y transgénero (LGBT). Challenor vivió con su madre en Coventry en 2018, mientras estudiaba para un bachiller en filosofía, política y economía en la Universidad Abierta.
En 2019, Knight cambió su género legal gracias al Acta de Reconocimiento de Género de 2004, y el gobierno británico emitió un certificado de nacimiento que reconoce a Challenor como mujer.
Challenor se casó con Nathaniel Knight, un estadounidense, en diciembre de 2019.

## Carrera
Knight se unió al Partido Verde de Inglaterra y Gales en noviembre de 2014. Ella fue la representante de los verdes LGBTIQA+ (LGBT, además de intersexuales, queer, asexuales, y otros) entre 2015 y 2017. Knight pasó a ser la portavoz de igualdad del partido en 2016. Según el Partido Verde, Knight era la única portavoz trans en un partido político del Reino Unido.
En abril de 2017, Knight ayudó a co-fundar la Red LGBT+ de Verdes Globales junto a colegas del Die Grünen, Groen, Partido de Árbol del Taiwán, y Taiwán Partido Verde.
En julio de 2017, Knight era la candidata del Partido Verde para Coventry Sur. Recibió 604 votos, resultando un 1,3% del total. Knight se presentó para las elecciones del ayuntamiento de Coventry como miembro del Partido Verde en febrero del 2016 y en mayo del 2016. Se presentó a unas elecciones locales en mayo del 2018 y no fue elegida.
Knight se presentó a las elecciones de 2018 del Partido Verde para ser líder adjunta, las cuáles cerraron al final de agosto.
En agosto del 2018, David Chanellor, padre de Knight, fue sentenciado a 22 años de prisión por violar y torturar a una niña de 10 años en el ático de la casa en la que vivían él, Tina Challenor, su mujer, y Knight. El padre de Knight había sido denunciado a la policía en 2015 y recibido cargos en noviembre de 2016. Después de esto, Knight escogió a su padre como su agente para las elecciones generales de 2017 y también las elecciones del consejo de 2018. Knight había indicado el nombre de su padre como "Baloo Challenor" en los materiales de su campaña, comentando más tarde que es conocido por este apodo. Después de la sentencia de su padre, Knight – quién insistió que no conocía las acusaciones contra su padre en su totalidad– se retiró de las elecciones del líder adjunto del Partido Verde.
Tras esto, Knight fue suspendida de su cargo en el Partido Verde, tras lo cual comenzó una investigación para evitar posibles casos de falta de seguridad, ya que se había permitido que Challenor actuara como el agente electoral de Knight incluso tras haber sido acusado. En septiembre de 2018, el Knight dimitió del Partido Verde alegando transfobia; aun así, Knight continuó cooperando con la investigación. La investigación por Verita decidió en enero de 2019 que se había cometido un "serio error de juicio" al nombrar a su padre como su director de campaña. El informe también afirmaba que el Partido Verde, que había sido informado por Knight del arresto de su padre pero no de que este era un miembro del partido, podría haber hecho más para investigar el asunto.
En octubre de 2018, se unió a los Demócratas Liberales, pasando a ser la Agente de Diversidad de su partido local. Fue suspendida de los Demócratas Liberales en julio de 2019, después de que ciertos tuits aparecieran en la cuenta de su pareja admitiendo tener fantasías sexuales que implicaban sexo con niños. Uno de los tuits de la cuenta de Nathaniel Knight decía: "Fantaseo sobre niños teniendo sexo, a veces con adultos, a veces con otros niños, a veces secuestrados y forzados en situaciones malas." Más tarde, Knight afirmó que la cuenta de su pareja había sido pirateada.
En marzo de 2021, usuarios de Reddit afirmaron que Challenor había sido contratada como administradora en el sitio web, incitando a varios subreddits populares a bloquear temporalmente su contenido y a redirigir a sus suscriptores a un post que pedía a Reddit que rescindiera a Challenor de su posición. Cientos de comunidades fueron bloqueadas por Reddit  y su estado pasó a ser privado, incluyendo el foro r/Music, con 27 millones de miembros, así como paneles dedicados a los ordenadores Mac de Apple y a los juegos Among Us y Pokémon Go. El 24 de marzo de 2021, Reddit publicó una actualización en su subreddit de anuncios confirmando que la posición de Chanellor en la compañía había sido rescindida.

## Activismo LGBT
En 2015, Knight fue la encargada LGBTQ para la Universidad Hanley de Coventry; protestó sobre el hecho de que la universidad censuraba sitios web como Orgullo Birmingham, considerado "de interés Gay, Lesbiana o Bisexual" por el bloqueador de web universitario. Knight fue una de las organizadoras de Orgullo Coventry en 2016 y 2017.
Después de que un empleado de atención al cliente de Transport for London (TfL) le dijera que "no sonaba como una mujer", promovió éxitosamente una campaña para conseguir que TfL investigara el incidente y comenzara a utilizar lenguaje no sexista en anuncios, evitando frases como "damas y caballeros".
En mayo de 2018, BBC News publicó un artículo que citaba a la escritora Miranda Yardley describiendo Knight como "hombre". Knight dijo que la BBC no se puso en contacto con ella sobre el artículo antes de su publicación, aunque tras las quejas de algunos lectores se le pidió que lo comentara, y su respuesta se añadió al artículo.
Knight era miembro del Grupo de Consejo Trans de Stonewall, la organización caritativa más grande de Gran Bretaña. Dimitió el verano de 2019 declarando que había un "entorno hostil hacia las personas trans en el Reino Unido" y que estaba preocupada por su salud mental y seguridad.